# St. Katharina (Blankenberg)

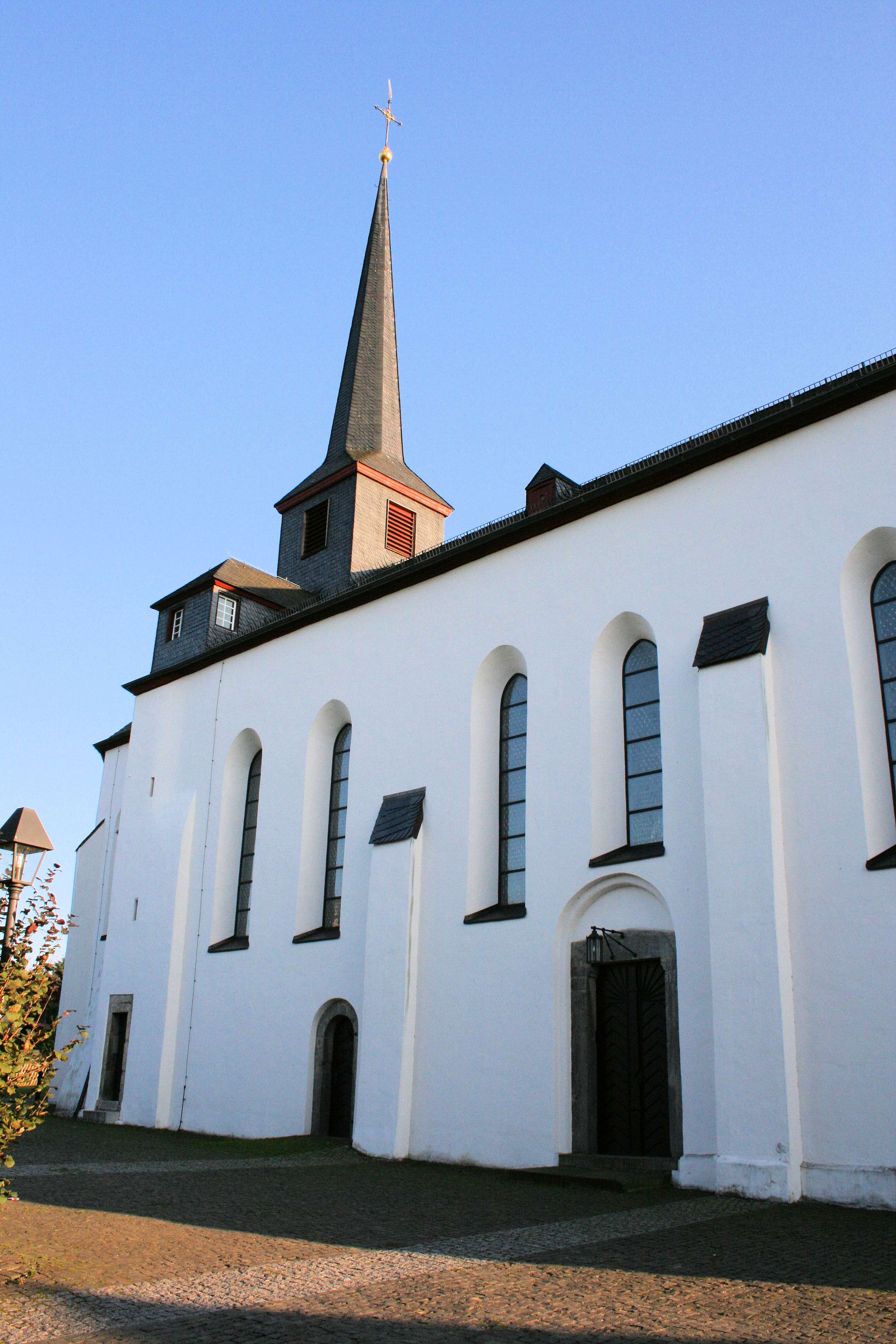
St. Katharina

Die römisch-katholische Pfarrkirche Sankt Katharina ist ein Wahrzeichen der Titularstadt Blankenberg bei Hennef (Sieg).

## Geschichte

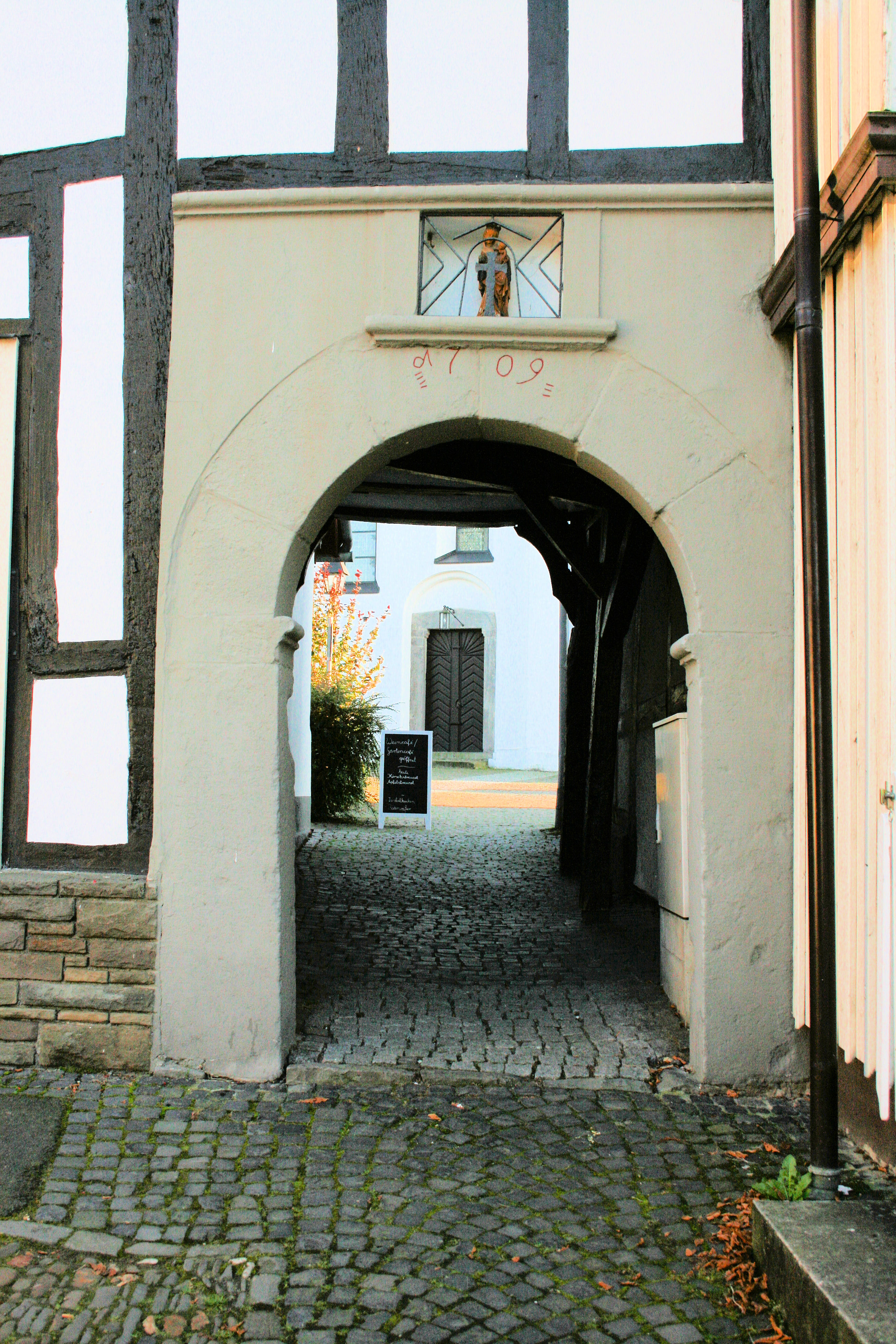
Der Durchgang vom Marktplatz zur Kirche

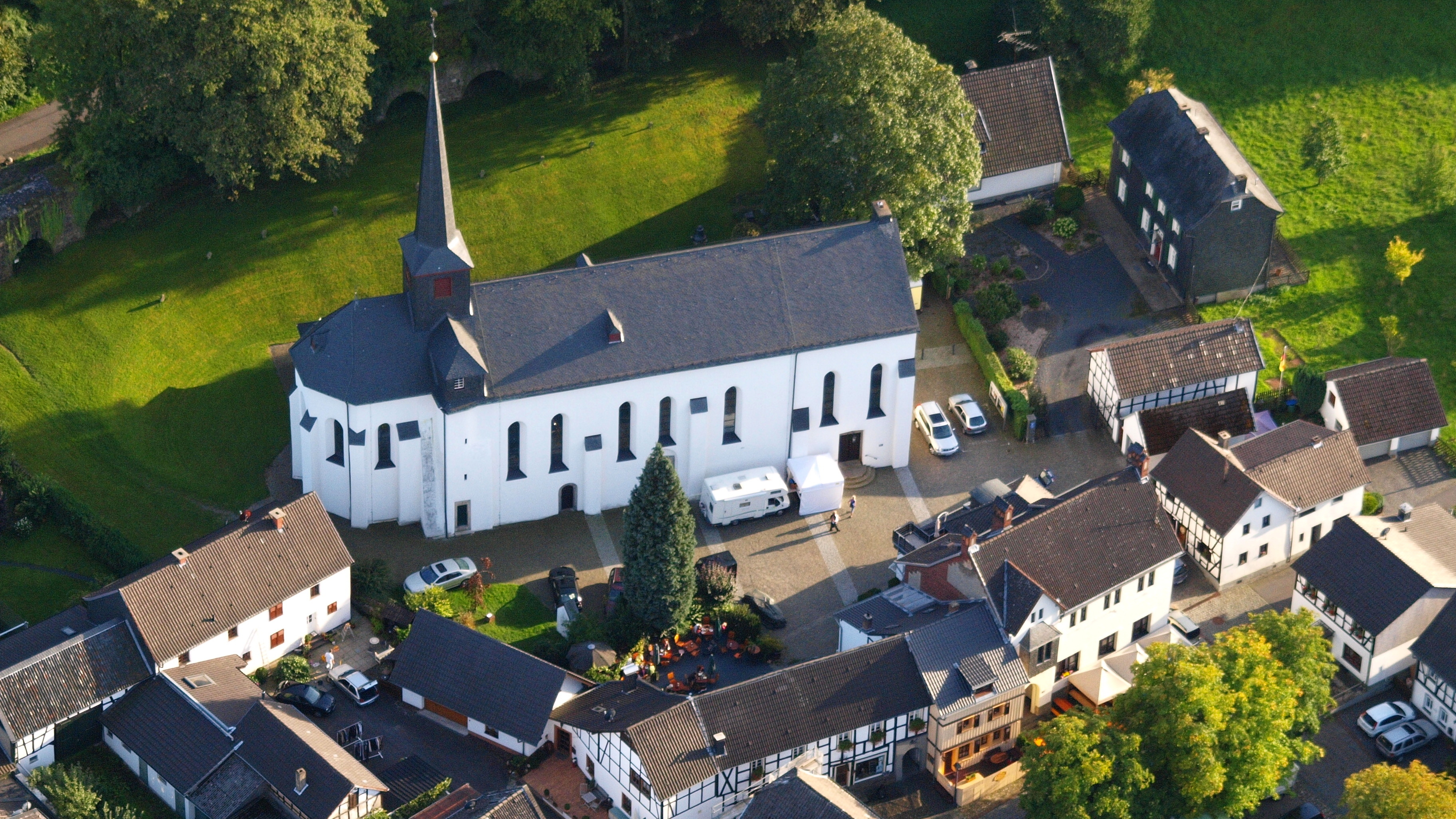
St. Katharina, Luftaufnahme

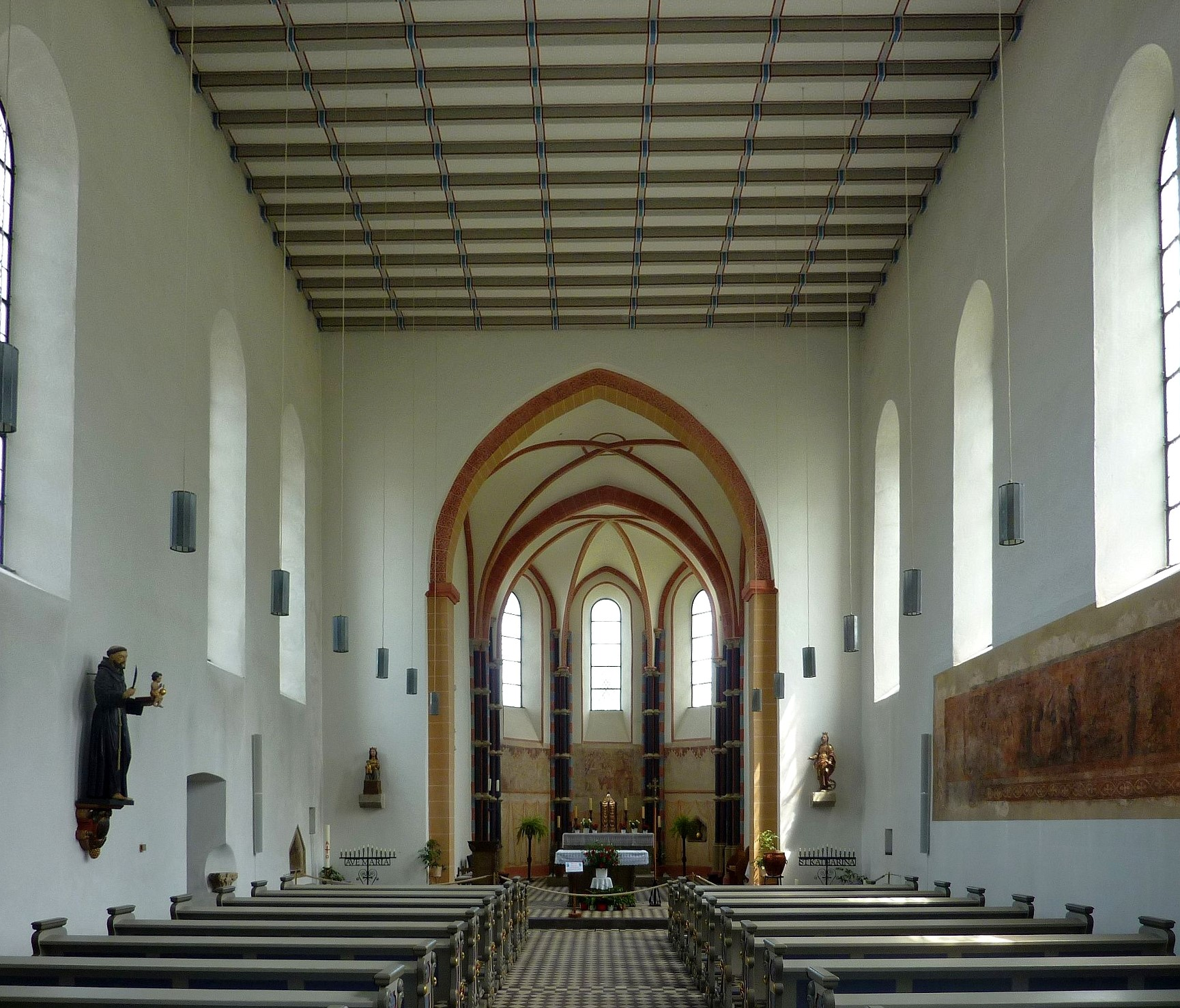
St. Katharina, Blick zum Chor

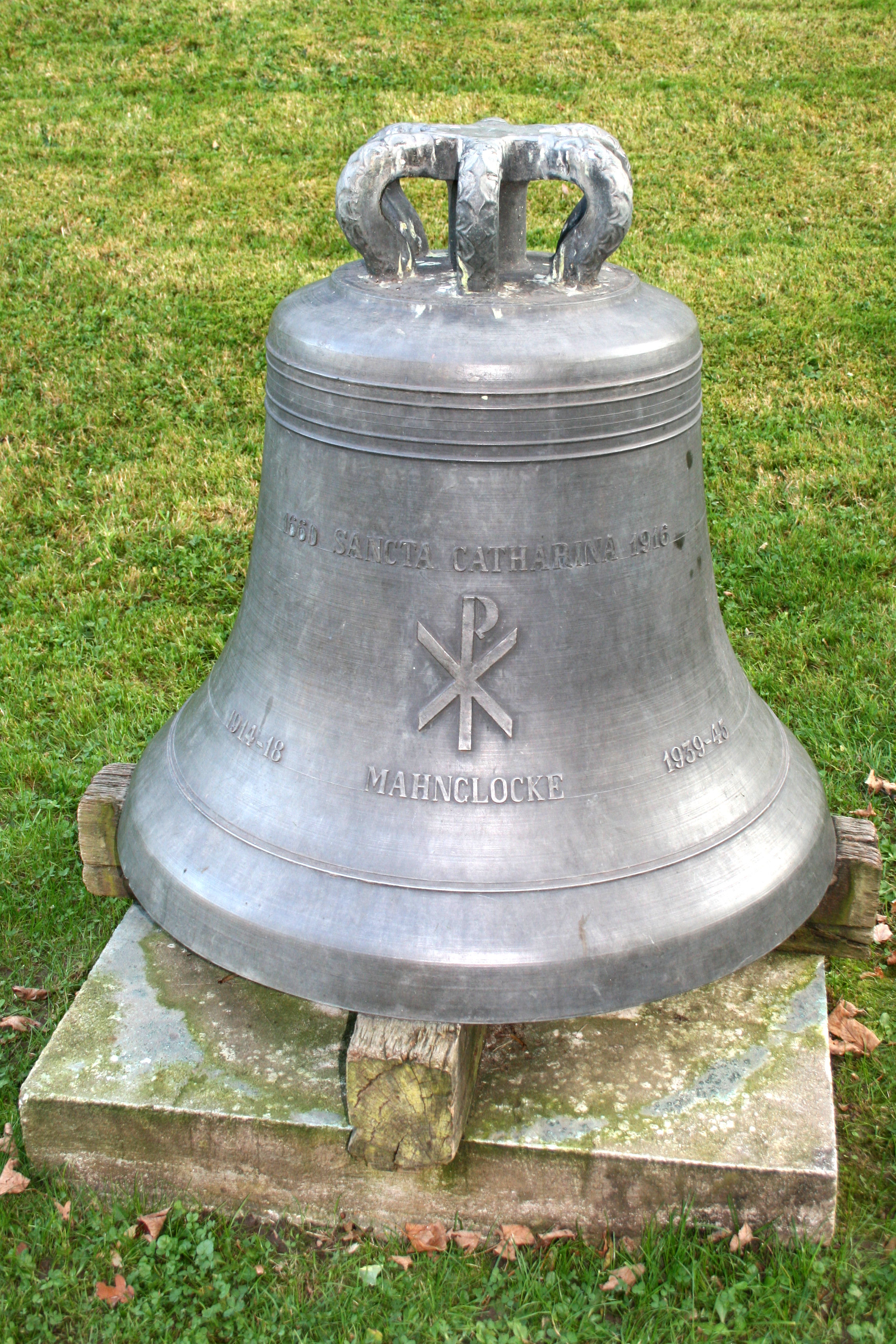

### Baubeginn und Fertigstellung
Der Baubeginn lässt sich auf das Jahr 1245 datieren; in dem Jahr der Verleihung der Stadtrechte an Blankenberg stifteten der Graf Heinrich III. von Sayn und seine Frau, Gräfin Mechthild von Meißen-Landsberg, ein Prämonstratenserinnenkloster innerhalb der Stadtmauern, welches aber schon bald nach der Gründung mit Zisterzienserinnen besetzt wurde. Die Klosterkirche wurde, wohl nach ihrer Fertigstellung, 1248 zu einer selbstständigen Pfarrkirche erhoben. Das Kloster wurde 1265 nach Zissendorf verlegt, das Kollationsrecht an der Pfarrkirche verblieb bis ins 16. Jahrhundert hinein bei der Äbtissin.

### 17. Jahrhundert
Im 17. Jahrhundert wurde ein Wiederaufbau der Kirche notwendig. Ob die Beschädigungen allerdings aus dem Beschuss der Burg und der Stadt im Dreißigjährigen Krieg resultierten oder aus der mangelnden Wartung in den kargen Kriegsjahren, kann nicht durch schriftliche Belege geklärt werden.

### Restaurierung 1954 bis 1964
Gegen Ende des Zweiten Weltkrieges geriet die Kirche unter Beschuss. Drei Granaten schlugen in der Kirche ein und beschädigten diese erheblich. In den folgenden Jahren unternahm die Gemeinde alles, um ihre Kirche zu erhalten. In den Jahren bis 1950 wurden die Fenster zum größten Teil neu verglast sowie die Dachflächen ausgebessert.
Erst 1954 begann man mit der eigentlichen Restaurierung der Kirche. Wichtige Maßnahmen, wie z. B. die Trockenlegung des Langhauses und die Sicherung der Außenmauern, wurden durchgeführt. Bei der Restaurierung stand nicht mehr nur der Erhalt der Kirche im Vordergrund, sondern es wurden auch denkmalpflegerische Aspekte berücksichtigt, mit denen versucht wurde, die Kirche auf einen ursprünglichen Zustand zurückzuführen.

### Brand 1983 und anschließender Wiederaufbau
Am 20. Februar 1983 stand die Kirche in Flammen. Zwar konnten durch den schnellen Einsatz der Feuerwehr Auswirkungen auf die angrenzenden Wohnhäuser verhindert werden, die Kirche selber wurde aber in weiten Teilen ein Opfer der Flammen. Der Turm musste zum Einsturz gebracht werden, das Dach des Langhauses stürzte ein. Die wertvollen mittelalterlichen Wandmalereien wurden zum Teil zerstört oder erheblich angegriffen. Bis 1987 wurde die Kirche wiederaufgebaut.

## Ausstattung

### Wandmalereien

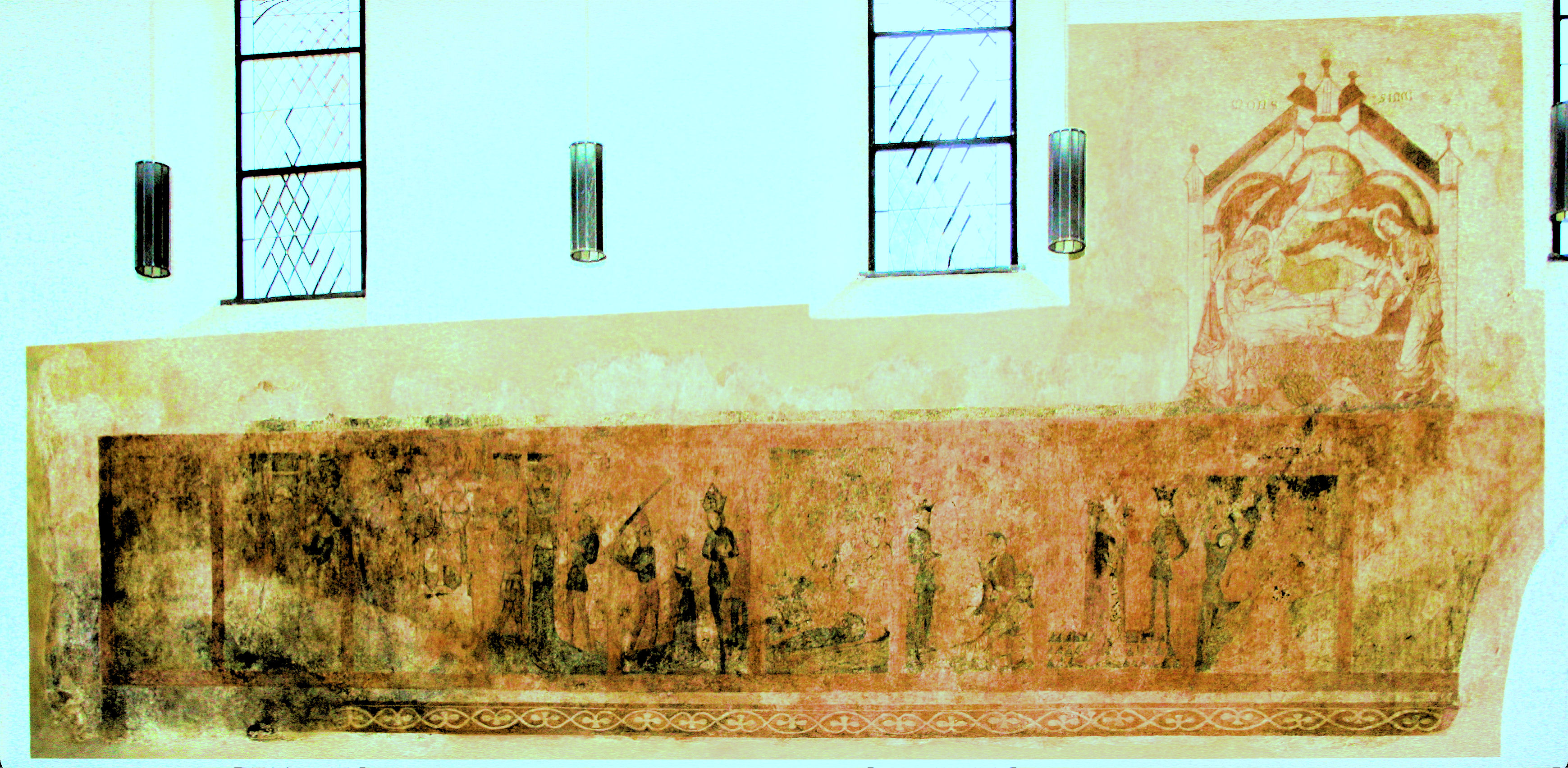
Wandmalerei

Bei der Erneuerung des Putzes im Kircheninneren stieß man in den Jahren 1927 und 1928 auf mittelalterliche Fresken im Chor und im Langhaus der Kirche. Die Fresken gelten als wichtige Zeugnisse der mittelalterlichen Kunst im Rheinland. Zu sehen sind vier unterschiedliche Bereiche:
- Marienkrönung
- Heiligenbildnisse
- Grablegung der heiligen Katharina
- Bildfolge aus der Legende der heiligen Katharina

### Orgel

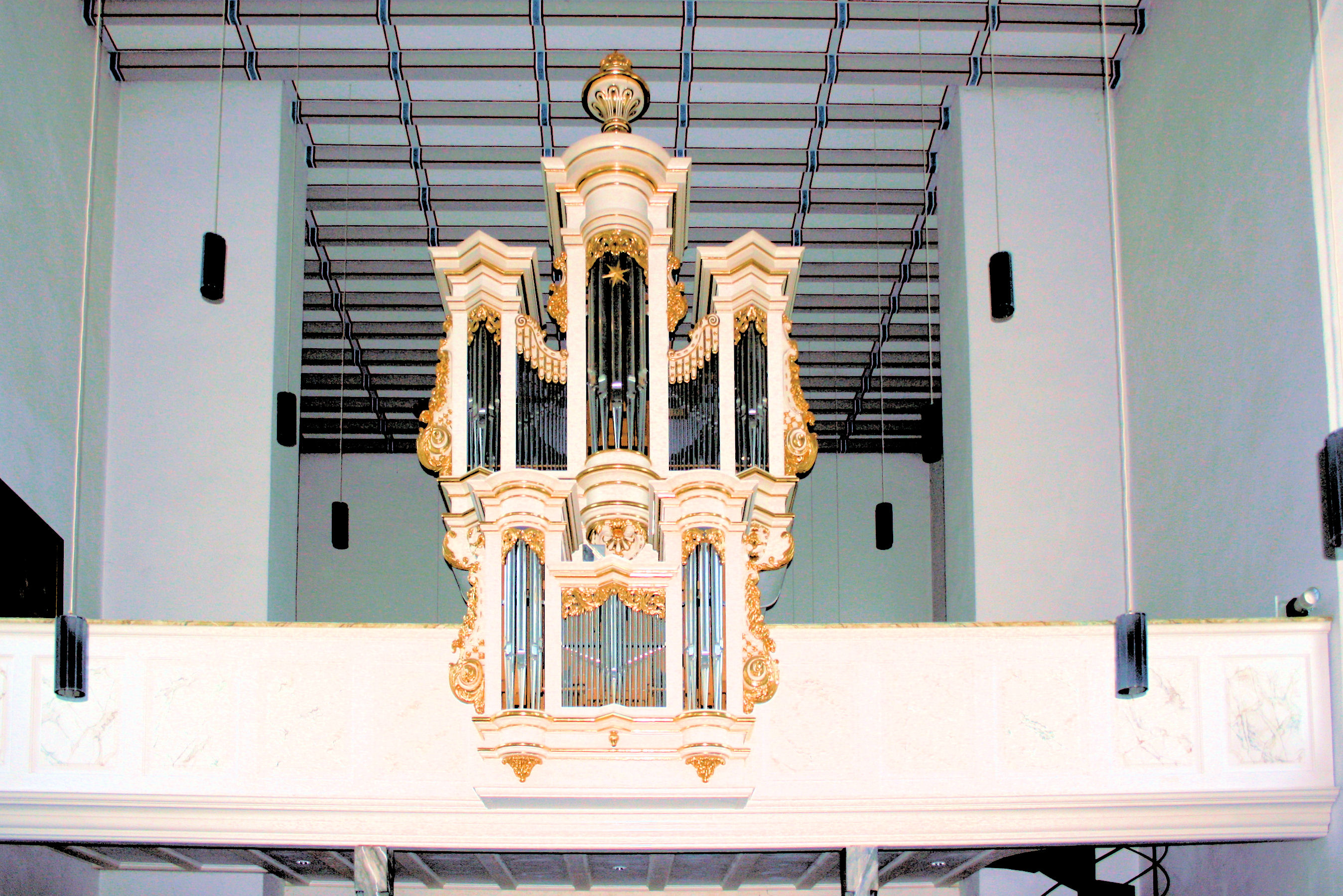
Orgel

Die erste Orgel wurde 1746 von dem Orgelbauer Balthasar König (Köln) erbaut; das Instrument hatte 10 Register auf einem Manual und verfügte auch über eine Trompete 8′. 1876 wurde die Orgel durch den Orgelbauer Bertram (Engers, Neuwied) umgestaltet und um ein zweites Manualwerk erweitert. 1964 errichtete der Orgelbauer Johannes Klais (Bonn) ein neues Orgelwerk in das historische König-Gehäuse ein; es hatte 14 Register auf zwei Manualwerken und Pedal. 1983 wurde diese Orgel bei einem Brand zerstört. Das heutige Instrument wurde 1987 von der Orgelbaufirma Klais (Bonn) erbaut. Die Orgel hat 18 Register auf zwei Manualen und Pedal und zwei Effektregister (Nachtigall, Zimbelstern). Die Trakturen sind mechanisch.
| I Rückpositiv C–g3 |                |        |
| 1.                 | Hohlflöte      | 8′     |
| 2.                 | Traversflöte   | 4′     |
| 3.                 | Principal      | 2′     |
| 4.                 | Quinte         | 2 ⁄3′  |
| 5.                 | Terz           | 1 3⁄5′ |
| 6.                 | Cymbel III     | 2⁄3′   |
|                    | Tremulant      |        |
|                    | Nachtigall     |        |
|                    | Zimbelstern VI |        |

| II Hauptwerk C–g3 |                 |                |
| 7.                | Rohrflöte       | 8′             |
| 8.                | Quintadena      | 8′             |
| 9.                | Praestant       | 4′             |
| 10.               | Flötgedackt     | 4′             |
| 11.               | Waldflöte       | 2′             |
| 12.               | Quinte          | 1 ⁄3′          |
| 13.               | Glöckleinton II | 1 3⁄5′ + 1 ⁄7′ |
| 14.               | Mixtur IV       | 1′             |
| 15.               | Trompete        | 8′             |

| Pedal C–f1 |            |     |
| 16.        | Subbass    | 16′ |
| 17.        | Octavbass  | 8′  |
| 18.        | Choralbass | 4′  |

- Koppeln: I/II, I/P, II/P.

### Glocken
Vom Turm der Katharinenkirche erklingt ein vierstimmiges Geläut mit Namen: "Freu dich, du Himmelskönigin". Es wurde im Jahre 1985 von der Eifeler Glockengießerei Mark aus Brockscheid gegossen.
| Nr. | Name         | Durchmesser (mm) | Masse (kg) | Schlagton (HT-1/16) | Inschrift |
| 1   | Katharina    | 768              | 296        | c2 +4               | "ST. KATHARINA BIN ICH GENANNT. GOTT SCHÜTZE UNSERE STADT UND UNSER LAND. DEN TOTEN DER WELTKRIEGE 1914/18 UND 1939/45. BÜRGER UND FREUNDE VON STADT-BLANKENBERG." |
| 2   | Maria        | 712              | 232        | d2 +4               | "SANCTA MARIA - ORA PRO NOBIS NUNC ET IN HORA MORTIS NOSTRA. ANNO DOMINI 1985. BÜRGER UND FREUNDE VON STADT-BLANKENBERG."                                          |
| 3   | Nikolaus     | 624              | 159        | e2 +4               | "ST. NIKOLAUS BEWAHRE UNS VOR KRIEG UND BRAND!" |
| 4   | Kreuz-Glocke | 504              | 80         | g2 +5               | "HEILIG KREUZ WAS FEUERSBRUNST VERNICHTET, HAT GLAUBENSGEIST NEU ERRICHTET."                                                                                       |

## Ansichten

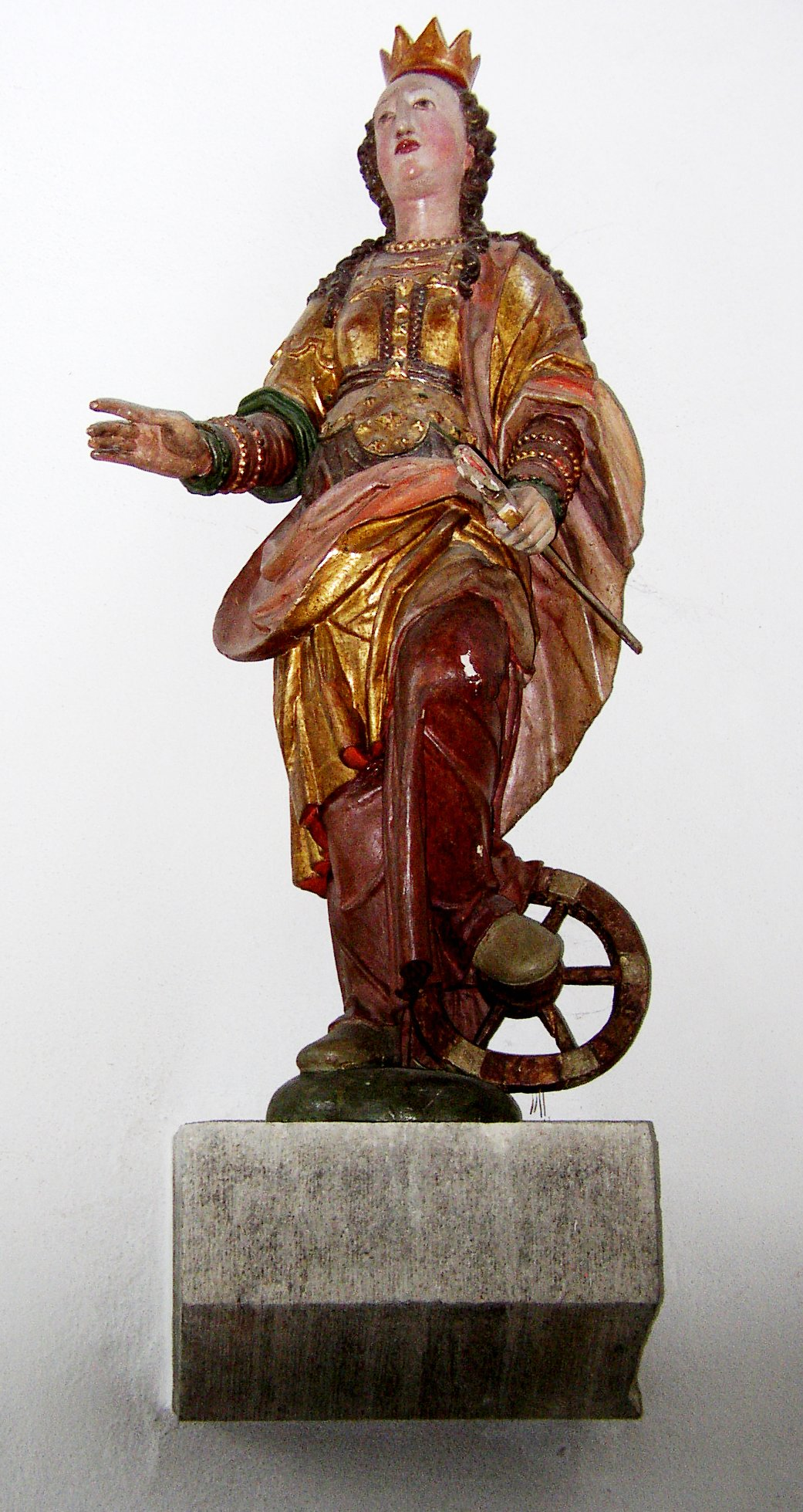
Heilige Katharina – Namensgeberin der Pfarrkirche
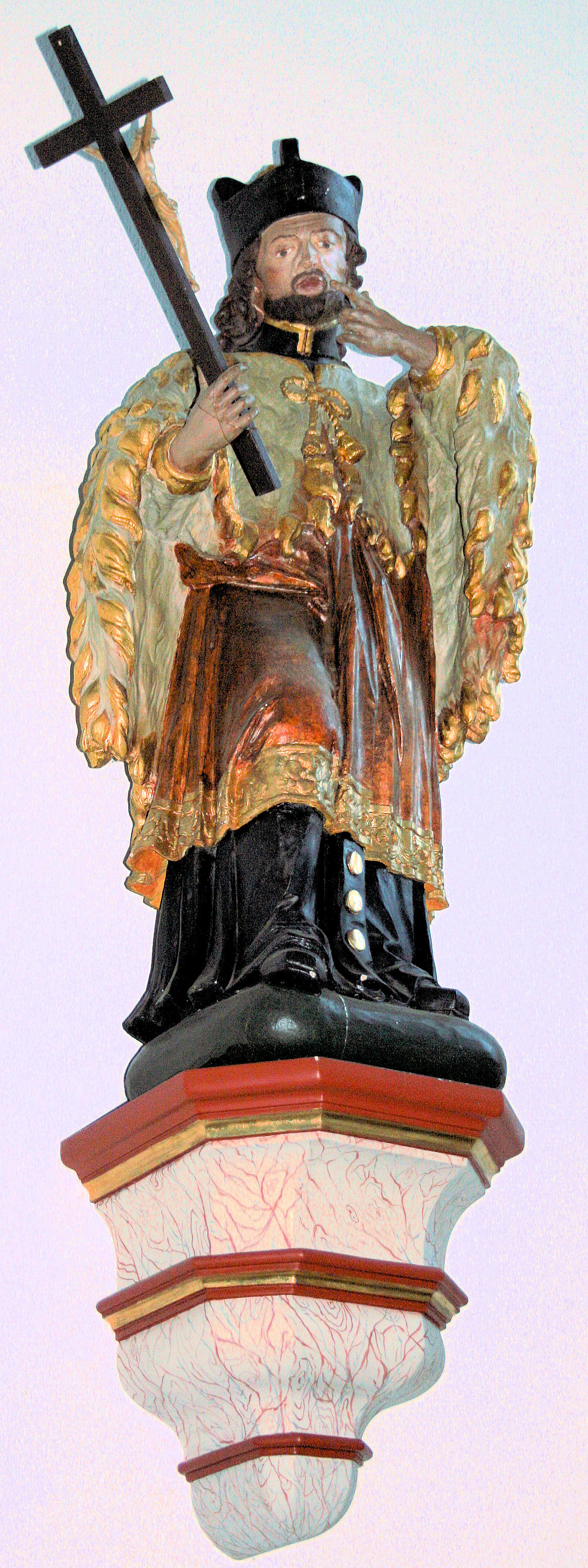
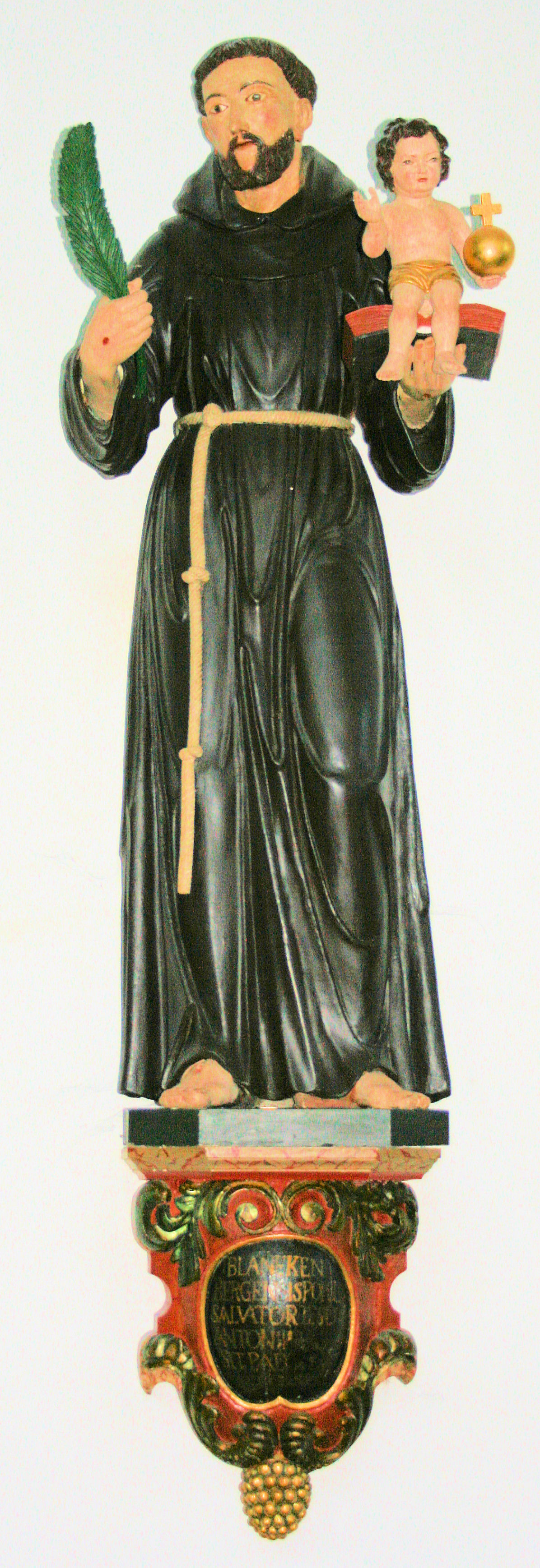
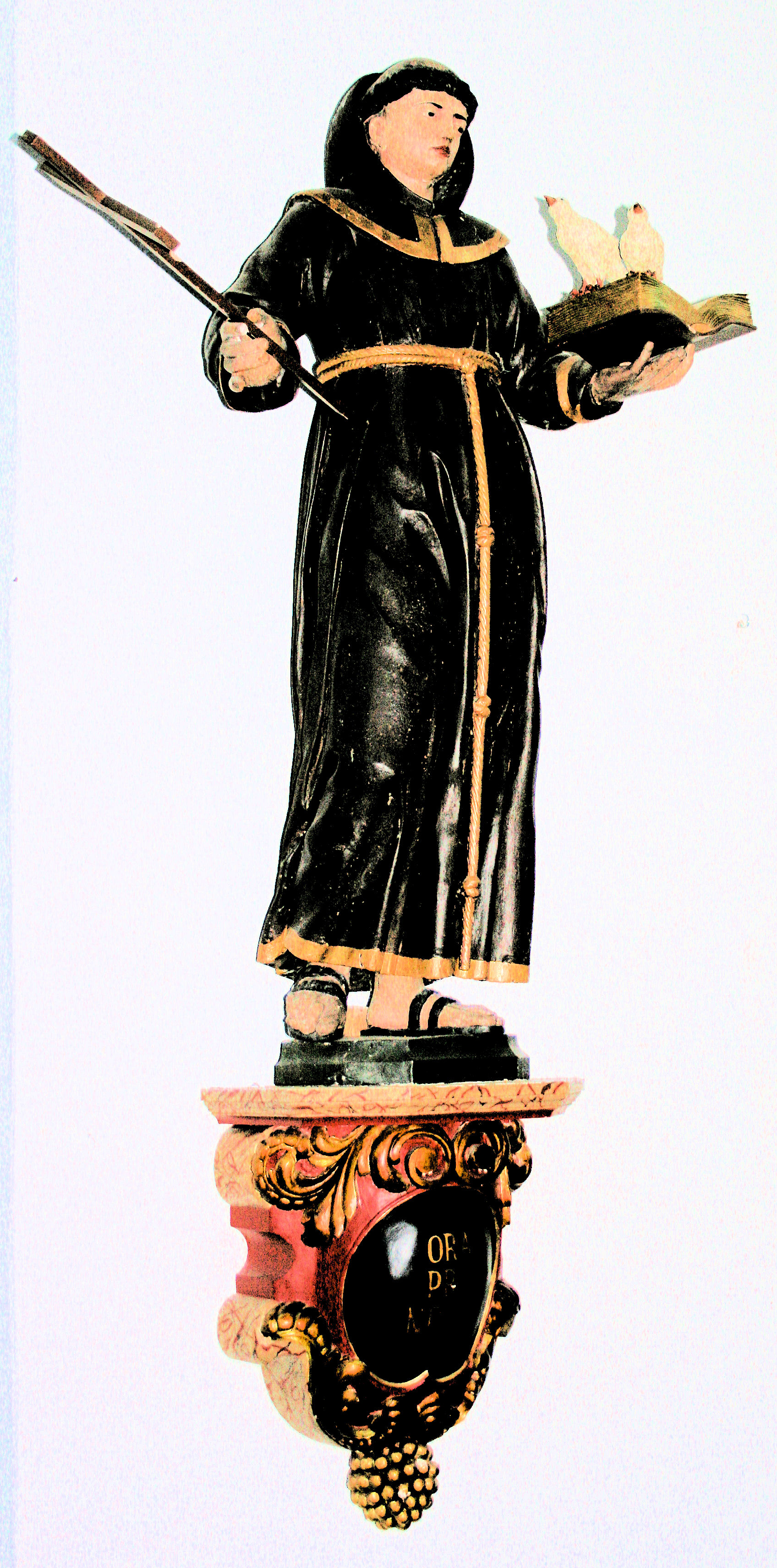
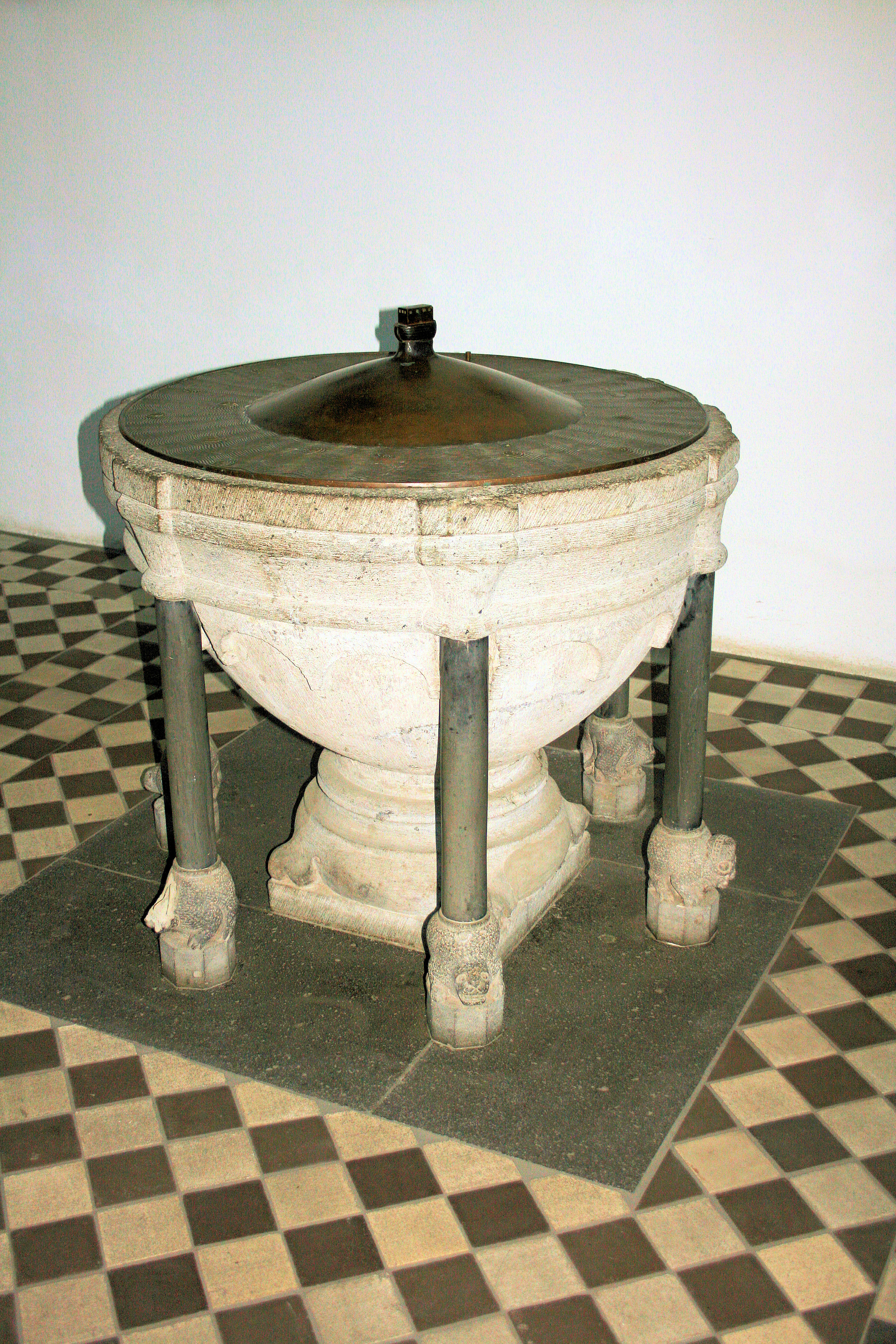
Das Taufbecken der Kirche
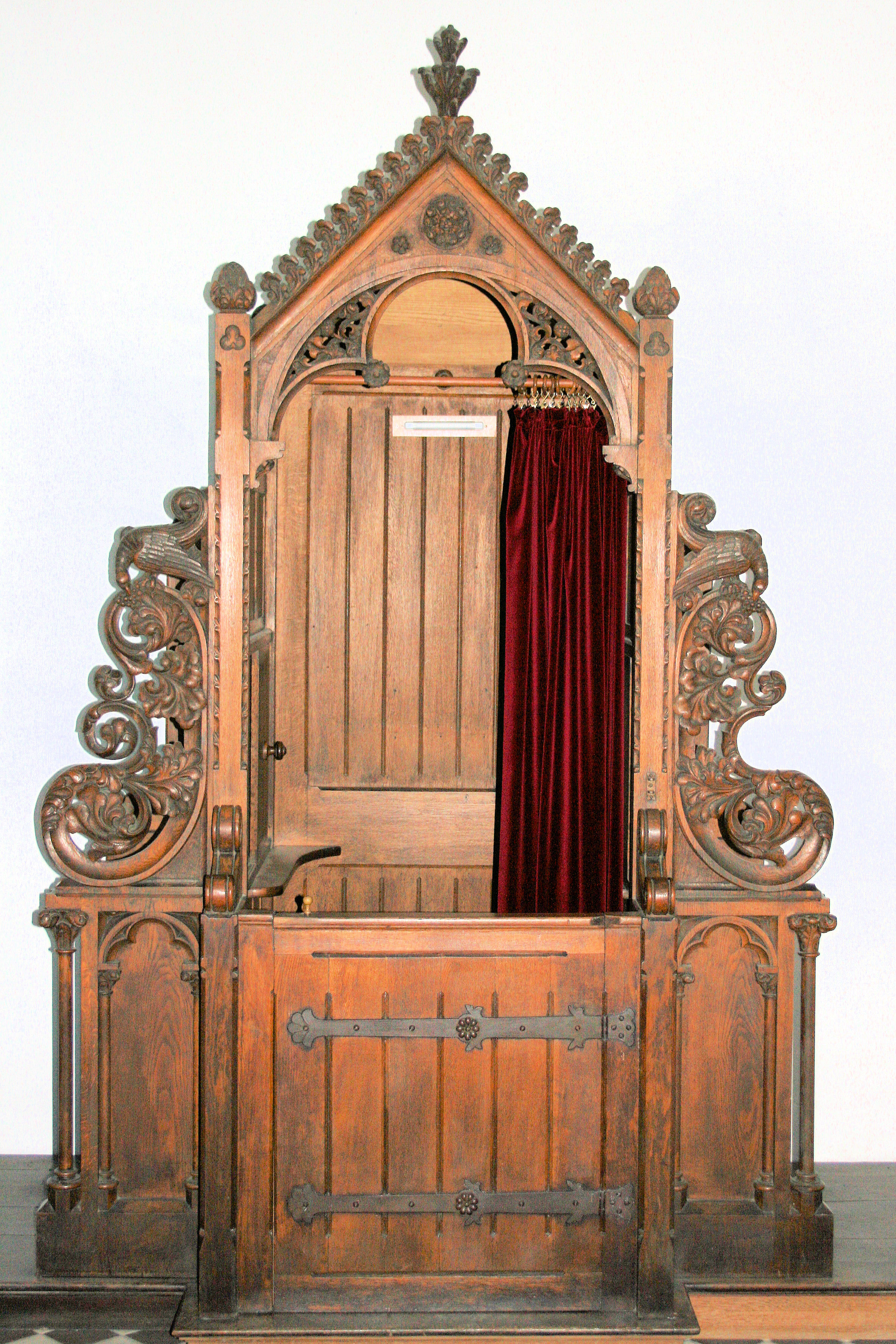
Der Beichtstuhl
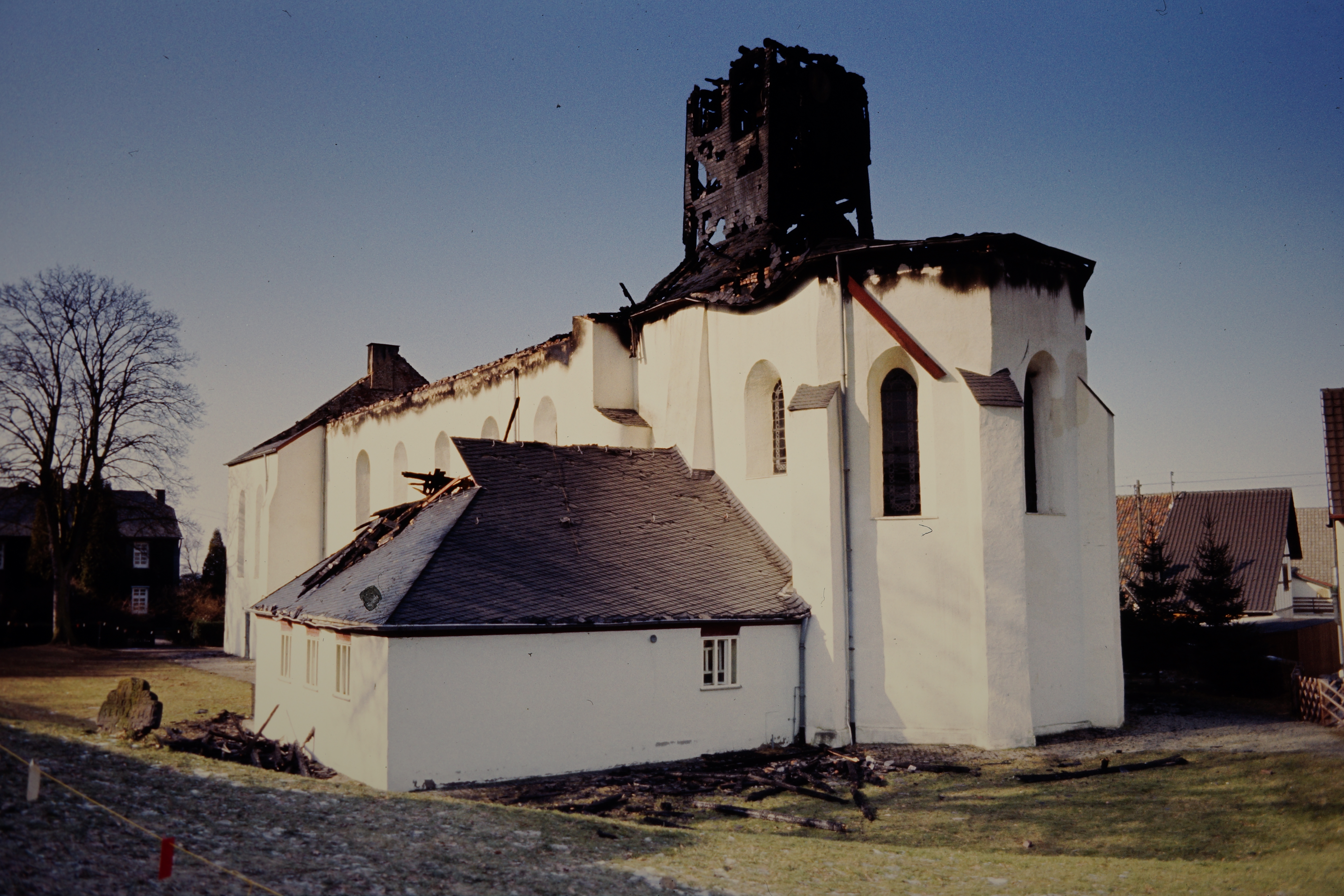
Nach dem Brand 1983